# Alu tikki

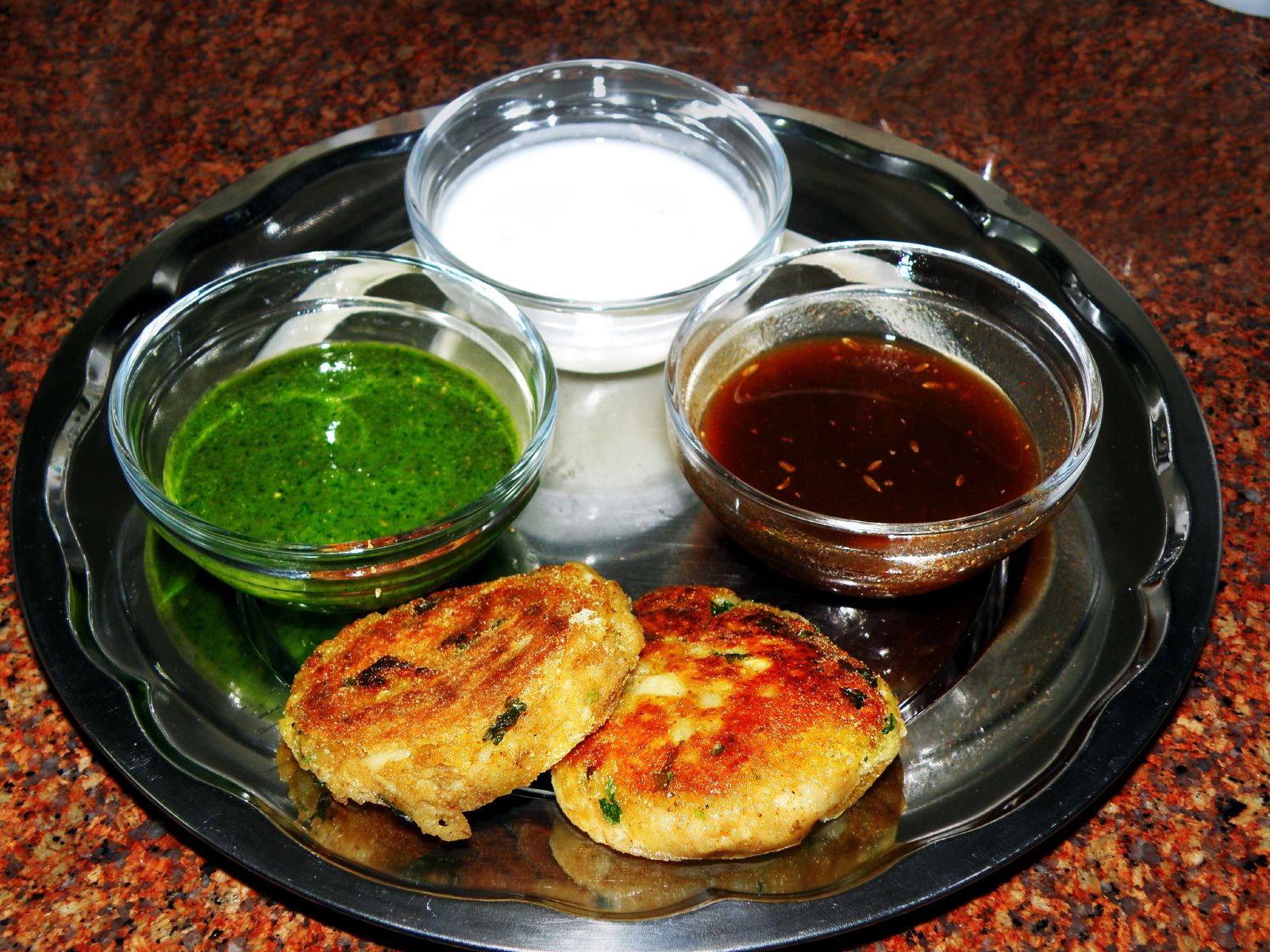
Alu tikki servido con chutneys de menta y sooth, y con dahi (yogur).

El alu tikki (en hindi, आलू टिक्की; en inglés aloo tikki; 'tikki de papas') es un aperitivo del norte de la India hecho de papas o patatas cocidas y especiadas. Se encuentra en casi todos los puestos y tiendas de chaat de Delhi y otras partes de la India. Se sirve con chutney (salsa) sooth (tamarindo) y hari cilantro-menta, y a veces con dahi (yogur) o garbanzos.
En Bombay se sirve una versión popular de alu tikki con un curry picante y varios chutneys llamada ragda pattice, que se vende en numerosos puestos de chaat por toda la ciudad, y especialmente en Girgaum Chaupati.
El alu tikki consiste básicamente en pastelillos de patata machacada con diversas hierbas, como cilantro y especias, fritos en vanaspati (aceite vegetal). En algunos dhabas del norte de la India se meten en pan, como un sándwich.
- Datos: Q2624505
- Multimedia: Aloo tikki / Q2624505